# Patricia MacLachlan
Patricia MacLachlan (Cheyenne, 3 marzo 1938 – Williamsburg, 31 marzo 2022) è stata una scrittrice e insegnante statunitense.

## Biografia
Nata nel 1938 a Cheyenne dagli insegnanti Philo Pritzkau e Madonna Moss, ottenne un Bachelor of Arts nel 1962 all'Università del Connecticut.
Insegnante d'inglese nelle scuole elementari, esordì nella narrativa per ragazzi nel 1979 con The Sick Day.
Prolifica autrice di libri per l'infanzia, nel corso della sua carriera ottenne vari riconoscimenti tra i quali la Medaglia Newbery nel 1986 per Sarah non è bella e un Premio Andersen nel 2020 per Le parole di mio padre.
Morì a Williamsburg il 31 marzo 2022 all'età di 84 anni.

## Vita privata
Sposatasi nel 1962 con lo psicologo Robert MacLachlan, generò con lui tre figli: John, Jamie e Emily.

## Opere

### Serie Famiglia Witting
- Sarah, Plain and Tall (1985)
  - Sarah non è bella, Trieste, E. Elle, 1992 traduzione di Giulio Lughi ISBN 88-7927-111-3.
  - Sara né bella né brutta, Milano, Salani, 2003 traduzione di Giulio Lughi ISBN 88-8451-047-3.
- Skylark (1994)
- Caleb's Story (2001)
- More Perfect Than the Moon (2004)
- Grandfather's Dance (2009)

### Altri romanzi
- The Sick Day (1979)
- Through Grandpa's Eyes (1980)
- Moon, Stars, Frogs, and Friends (1980)
- Mama One, Mama Two (1982)
- Il mago domani (Tomorrow's Wizard, 1982), Milano, Mondadori, 1995 traduzione di Ilva Tron ISBN 88-04-40607-0.
- Cassie Binegar (1982)
- Sette baci ogni mattina (Seven Kisses in a Row, 1983), Milano, Mondadori, 1994 traduzione di Carla Gabrieli ISBN 88-04-44505-X.
- Unclaimed Treasures (1987)
- Un'estate particolare (Arthur, For the Very First Time, 1987), Milano, Mondadori, 1994 traduzione di Annamaria Sommariva ISBN 88-04-38346-1.
- Primo amore (The Facts and Fictions of Minna Pratt, 1988), Milano, Mondadori, 1995 traduzione di Ilva Tron ISBN 88-04-40052-8.
- Album di famiglia (Journey, 1991), Milano, Mondadori, 1993 traduzione di Annamaria Sommariva ISBN 88-04-37524-8.
- Three Names (1991)
- Baby (1993), Milano, Mondadori, 1995 traduzione di Ilva Tron ISBN 88-04-40165-6.
- All the Places to Love (1994)
- What You Know First (1995)
- The Sick Day (2001)
- Edward's Eyes (2007)
- True Gift: A Christmas Story (2009)
- Una parola dopo l'altra (Word after word after word, 2010), Milano, Rizzoli, 2012 traduzione di Stefania Di Mella ISBN 978-88-17-05438-6.
- Before You Came (2011)
- Cat Talk (2013)
- Se fossi Matisse (The Iridescence of Birds: A Book About Henri Matisse, 2014), Milano, Motta Junior, 2015 traduzione di Anna Sarfatti ISBN 978-88-8279-423-1.
- The Truth of Me (2015)
- Le parole di mio padre (My Father's Words, 2018), Milano, HarperCollins, 2019 traduzione di Stefania Di Mella ISBN 978-88-6905-418-1.
- Terra, amica mia (My Friend Earth), Roma, Gallucci, 2020 traduzione di Riccardo Duranti ISBN 978-88-93488-62-4.
- Quel prodigio di Rex (Wondrous Rex), Milano, HarperCollins, 2021 traduzione di Stefania Di Mella ISBN 9788869057281.

## Adattamenti televisivi
- Un passo dal cuore (Sarah, Plain and Tall), regia di Glenn Jordan - Film TV (1993)
- Journey, regia di Tom McLoughlin - Film TV (1995)
- Sarah, Plain and Tall: Winter's End (1999) (Anche regista)

## Premi e riconoscimenti
- Medaglia Newbery: 1986 vincitrice con Sarah non è bella
- National Humanities Medal: 1992[6]
- Premio Andersen: 2020 vincitrice nella categoria "Miglior libro 9/12 anni" con Le parole di mio padre